# 南日本短期大学
南日本短期大学（日语：／ Minami-Nihon Tanki Daigaku *）是过去一所位于日本鹿儿岛县日置郡伊集院町的私立短期大学。

## 概要

### 简介
- 学校法人吉永学园经营的短期大学[1]、学校最早可以追溯到1927年即吉永市之助和其夫人[注 2]创立的学校[注 3][2]。短期大学为于1966年开办、同时招収男女学生。以后招生到1973年、停办于1978年[1]。当时学校法人吉永学园有除短期大学以外一个高等学校即鹿儿岛城西高等学校[注 4][3]。学校法人吉永学园变更为学校法人城西学园于1978年、被合并为学校法人日章学园于1997年[2]。短期大学校园改编为鹿儿岛育英館中学校・高等学校[4]。

### 历史
- 1966年 南日本短期大学成立并同时设置经营科。招生定额是80名[1]、学生数43（含男31、女12）[5]
- 1967年 日文科成立。招生定额是50名[1]、学生数23（男9、女14）[6]
- 1973年 最后一年招生、次年停止招生（正式停办于1978年5月22日[1]）。

## 学校环境
- 校区：在了鹿儿岛县日置郡伊集院町[注 1]

## 历任校长
- 中野丰：第一代短期大学校长[5]。
- 爱甲胜也：最后短期大学校长[7]。

## 组织

### 学科
- 经营科
- 日文科

### 专科
| - 没有 |

### 业余课程
| - 没有 |

## 相关链接
- 日本短期大学列表